# Nicolò Savona
Nicolò Savona (* 19. März 2003 in Aosta) ist ein italienischer Fußballspieler. Der Außenverteidiger steht bei Juventus Turin unter Vertrag.

## Karriere

### Vereine
Savona wurde 2011 in die Jugendabteilung von Juventus Turin aufgenommen. In der Saison 2020/21 war er leihweise für die Jugend von SPAL Ferrara aktiv. Im Sommer stieg er in die zweite Mannschaft von Juventus, Juventus Next Gen, auf. Am 30. November 2022 gab er bei der 1:2-Niederlage in der Serie-C-Partie gegen Feralpisalò unter Massimo Brambilla dort sein Profidebüt. In der Saison 2023/24 war Savona unter Brambilla Stammspieler in der Serie C.
Die Vorbereitung auf die Saison 2024/25 absolvierte Nicolò Savona in der ersten Mannschaft von Juventus. Am 19. August 2024 gab er am ersten Spieltag der Saison unter Thiago Motta sein Serie-A-Debüt. Er wurde beim 3:0-Sieg gegen Como 1907 zur zweiten Halbzeit für Timothy Weah eingewechselt. Eine Woche später debütierte er in dem Startelf gegen Hellas Verona und erzielte dabei sein erstes Tor in Serie A.

### Nationalmannschaft
Savona bestritt ein Spiel mit dem Trikot der italienischen U20-Nationalmannschaft.
Am 30. August 2024 wurde er zum ersten Mal vom Cheftrainer der italienischen U21, Carmine Nunziata, für die Spiele gegen San Marino und Norwegen berufen. Am 5. September gab er sein Debüt für die U21 gegen San Marino.
In November 2024 wurde Savona vom Cheftrainer Luciano Spalletti zum ersten Mal in die A-Nationalmannschaft berufen.